# Tramway du Mont-Blanc
| Zug im Endbahnhof Nid d’Aigle (Glacier de Bionnassay) |                      |                                                    |                                             |
| Längsprofil der Strecke des Tramway du Mont-Blanc |                      |                                                    |                                             |
| Streckenlänge: | 12,51 km             |                                                    |                                             |
| Spurweite: | 1000 mm (Meterspur)  |                                                    |                                             |
| Stromsystem: | 11 kV 50 Hz ~        |                                                    |                                             |
| Maximale Neigung: | 240 ‰                |                                                    |                                             |
| Minimaler Radius: | 54 m                 |                                                    |                                             |
| Zahnstangensystem: | Strub                |                                                    |                                             |
| |                      |                                                    |                                             |
| Region (FR): | Auvergne-Rhône-Alpes |                                                    |                                             |
| Le Fayet–Nid d'Aigle |                      |                                                    |                                             |
| \| \| \| SNCF von La Roche-sur-Foron \| \| \| \| \| \| \| \| \| 0,00 \| Saint-Gervais-Le Fayet SNCF nach Vallorcine \| 581 m \| \| \| \| \| \| \| \| \| Depot TMB \| \| \| \| 0,36 \| Bon-Nant \| Bon-Nant \| \| \| 0,43 \| Saint-Gervais-Les-Bains \| Saint-Gervais-Les-Bains \| \| \| \| Beginn Zahnstange \| \| \| \| 1,46 \| Berchat-Brücke (D 902) \| Berchat-Brücke (D 902) \| \| \| \| Ende Zahnstange \| \| \| \| 1,70 \| Saint-Gervais-Ville \| 792 m \| \| \| \| Beginn Zahnstange \| \| \| \| 4,83 \| Motivon \| 1368 m \| \| \| 5,16 \| Les Seillières \| Les Seillières \| \| \| 6,00 \| Mont-Forchet \| Mont-Forchet \| \| \| 6,26 \| Tête-du-Chêne / Plat du Cormet \| Tête-du-Chêne / Plat du Cormet \| \| \| 6,90 \| Les Tuffes \| Les Tuffes \| \| \| \| Ende Zahnstange \| \| \| \| 7,85 \| Col-de-Voza \| 1638 m \| \| \| \| Beginn Zahnstange \| \| \| \| \| \| \| \| \| 9,00 \| Bellevue Téléphérique de Bellevue nach Les Houches \| 1756 m \| \| \| \| \| \| \| \| 9,20 \| Bellevue \| Bellevue \| \| \| \| Ende Zahnstange \| \| \| \| 10,88 \| Mont-Lachat \| 2073 m \| \| \| \| Beginn Zahnstange \| \| \| \| 12,28 \| Rognes aval (70 m) \| Rognes aval (70 m) \| \| \| 12,37 \| Rognes amont (34 m) \| Rognes amont (34 m) \| \| \| 12,51 \| Nid d’Aigle (Glacier-de-Bionnassay) \| 2372 m \| \| \| \| gepl. Erweiterung zur Refuge du Nid d’Aigle \| \| \| \| \| Ende Zahnstange \| \| \| \| 12,80 \| Nid d’Aigle (Refuge) \| 2406 m \| |                      |                                                    |                                             |
| Strecke |                      | SNCF von La Roche-sur-Foron                        | SNCF von La Roche-sur-Foron                 |
| |                      |                                                    |                                             |
| Kopfbahnhof Streckenanfang · Kopfbahnhof Streckenende · Kopfbahnhof Streckenanfang | 0,00                 | Saint-Gervais-Le Fayet SNCF nach Vallorcine        | 581 m                                       |
| |                      |                                                    |                                             |
| Strecke nach links · Abzweig quer und von rechts · Betriebs-/Güterbahnhof Streckenende und quer |                      | Depot TMB                                          | Depot TMB                                   |
| Brücke über Wasserlauf | 0,36                 | Bon-Nant                                           | Bon-Nant                                    |
| ehemaliger Haltepunkt / Haltestelle | 0,43                 | Saint-Gervais-Les-Bains                            | Saint-Gervais-Les-Bains                     |
| |                      | Beginn Zahnstange                                  |                                             |
| Brücke | 1,46                 | Berchat-Brücke (D 902)                             | Berchat-Brücke (D 902)                      |
| |                      | Ende Zahnstange                                    |                                             |
| Bahnhof | 1,70                 | Saint-Gervais-Ville                                | 792 m                                       |
| |                      | Beginn Zahnstange                                  |                                             |
| Bahnhof | 4,83                 | Motivon                                            | 1368 m                                      |
| Haltepunkt / Haltestelle | 5,16                 | Les Seillières                                     | Les Seillières                              |
| ehemaliger Haltepunkt / Haltestelle | 6,00                 | Mont-Forchet                                       | Mont-Forchet                                |
| ehemaliger Haltepunkt / Haltestelle | 6,26                 | Tête-du-Chêne / Plat du Cormet                     | Tête-du-Chêne / Plat du Cormet              |
| ehemaliger Haltepunkt / Haltestelle | 6,90                 | Les Tuffes                                         | Les Tuffes                                  |
| |                      | Ende Zahnstange                                    |                                             |
| Bahnhof | 7,85                 | Col-de-Voza                                        | 1638 m                                      |
| |                      | Beginn Zahnstange                                  |                                             |
| |                      |                                                    |                                             |
| Bahnhof | 9,00                 | Bellevue Téléphérique de Bellevue nach Les Houches | 1756 m                                      |
| |                      |                                                    |                                             |
| ehemaliger Haltepunkt / Haltestelle | 9,20                 | Bellevue                                           | Bellevue                                    |
| |                      | Ende Zahnstange                                    |                                             |
| Bahnhof | 10,88                | Mont-Lachat                                        | 2073 m                                      |
| |                      | Beginn Zahnstange                                  |                                             |
| Tunnel | 12,28                | Rognes aval (70 m)                                 | Rognes aval (70 m)                          |
| Tunnel | 12,37                | Rognes amont (34 m)                                | Rognes amont (34 m)                         |
| Haltepunkt / Haltestelle Strecke ab hier außer Betrieb | 12,51                | Nid d’Aigle (Glacier-de-Bionnassay)                | 2372 m                                      |
| Strecke (außer Betrieb) |                      | gepl. Erweiterung zur Refuge du Nid d’Aigle        | gepl. Erweiterung zur Refuge du Nid d’Aigle |
| |                      | Ende Zahnstange                                    |                                             |
| Kopfbahnhof Streckenende (Strecke außer Betrieb) | 12,80                | Nid d’Aigle (Refuge)                               | 2406 m                                      |

Der Tramway du Mont-Blanc (TMB) ist eine Bergbahn (Zahnradbahn) im Département Haute-Savoie in Frankreich.

## Strecke
Die Bahn führt über eine Länge von 12,4 Kilometern von Le Fayet (580 Meter), dem Endpunkt der Bahnstrecken La Roche-sur-Foron–Saint-Gervais-Le Fayet und Saint-Gervais-Le Fayet–Vallorcine, über den Kurort Saint-Gervais-les-Bains (900 m) auf den Nid d’Aigle (Adlernest) auf 2386 Meter Seehöhe am Mont Blanc. Sie ist die höchste Eisenbahnstrecke in Frankreich, die Station Nid d’Aigle der höchstgelegene Bahnhof.
Der Ausgangsbahnhof im zu Saint-Gervais-les Bains gehörenden Ortsteil Le Fayet liegt unmittelbar am Bahnhof Saint-Gervais-Le Fayet der Société nationale des chemins de fer français (SNCF), in dem die schmalspurige SNCF-Strecke Saint-Gervais-Le Fayet–Vallorcine beginnt. Auf 580 Meter Höhe befinden sich hier auch die stationären Anlagen der Bahn. Die Strecke folgt kurz der Straße und windet sich anschließend auf eigener Trasse zum Bahnhof Saint-Gervais-Ville empor, der ein Ausweichgleis aufweist. Anschließend beginnt der zweite Zahnstangenabschnitt von 2,5 Kilometern Länge. Insgesamt hat die Strecke fünf Zwischenbahnhöfe mit Kreuzungsmöglichkeit, mehrere Haltepunkte und sechs Abschnitte mit Zahnstange. Im oberen Abschnitt durchfährt die Bahn zwei kurze Tunnel, ehe sie den Endbahnhof Nid d’Aigle erreicht. Aufgrund seiner Eigenschaft als mehr als hundertjähriges Provisorium liegt er bei Kilometer 12,248 auf 2372 Meter Höhe als Stumpfgleis (ohne Weichen) in einer Steigung.
Außer den beiden nicht ausgemauerten Tunneln weist die Strecke kaum Kunstbauten auf. In Le Fayet konnte die Straßenbrücke über den Fluss Bon Nant mitbenutzt werden. Bemerkenswert ist die ehemalige Zugbrücke der Straße nach Prarion, mittels derer jene bis 1955 den ersten Zahnstangenabschnitt kreuzte. Sie wurde für die Durchfahrt der Züge hochgezogen.

## Geschichte

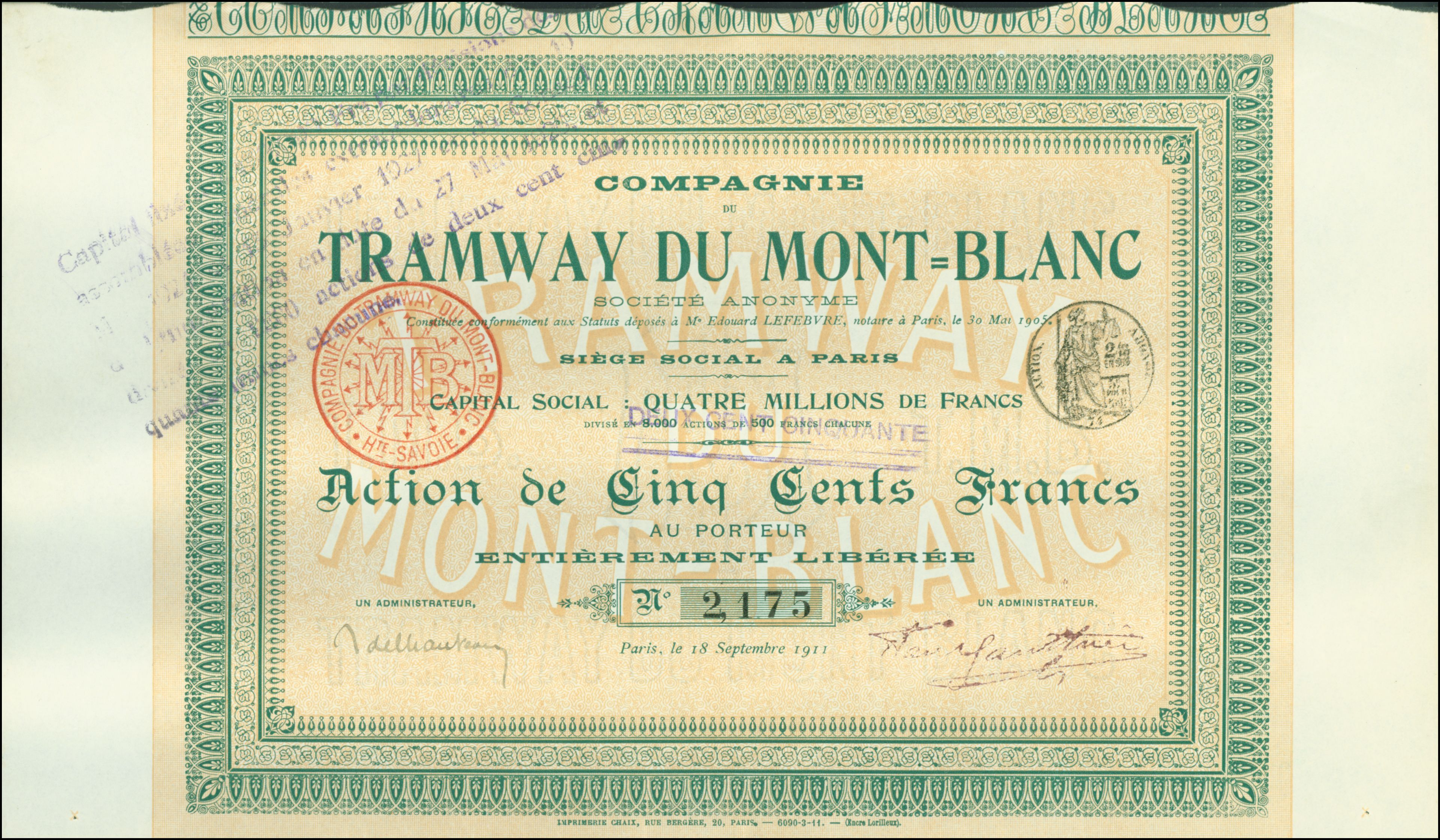
Aktie über 500 Francs der Compagnie du Tramway du Mont-Blanc vom 18. September 1911

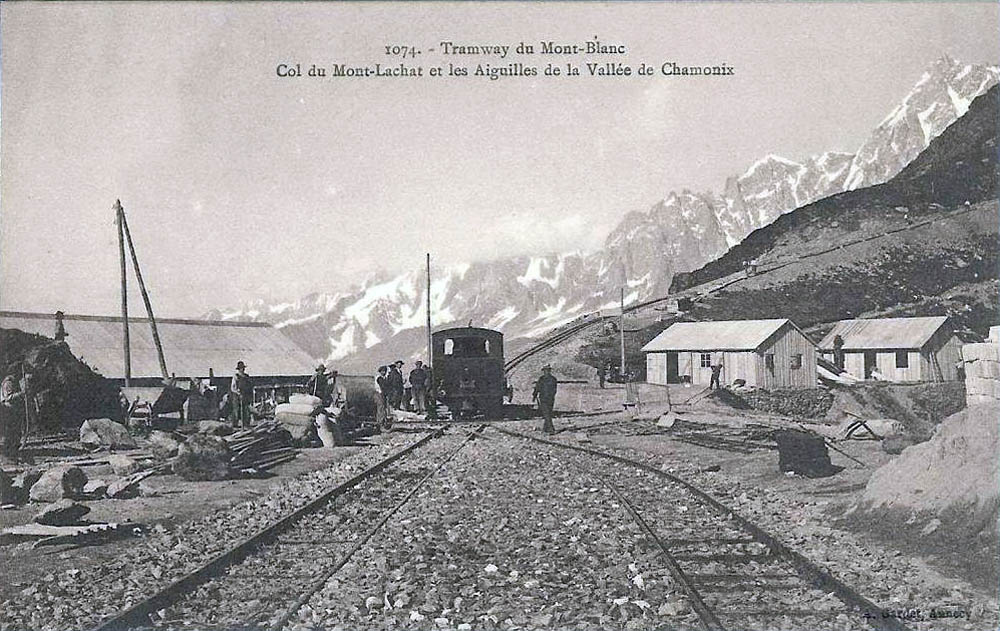
Die Station Mont Lachat um 1913

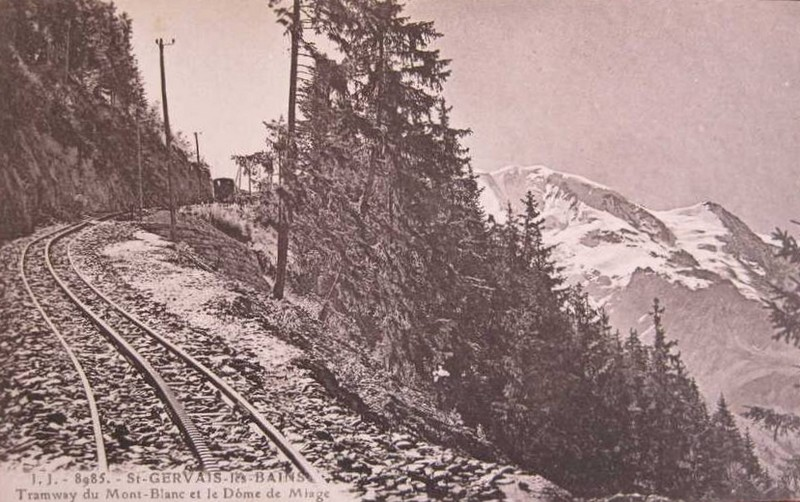
Die Strecke im Jahr 1920

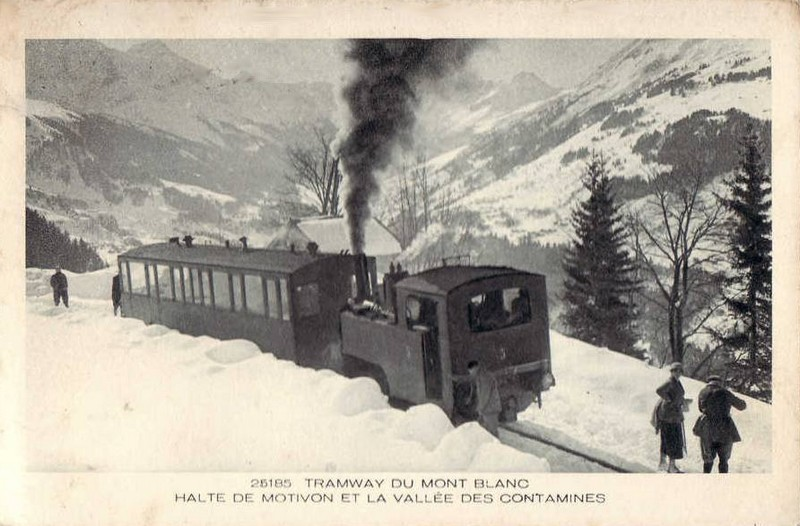
Dampfbetrieb auf der Strecke im Jahr 1920

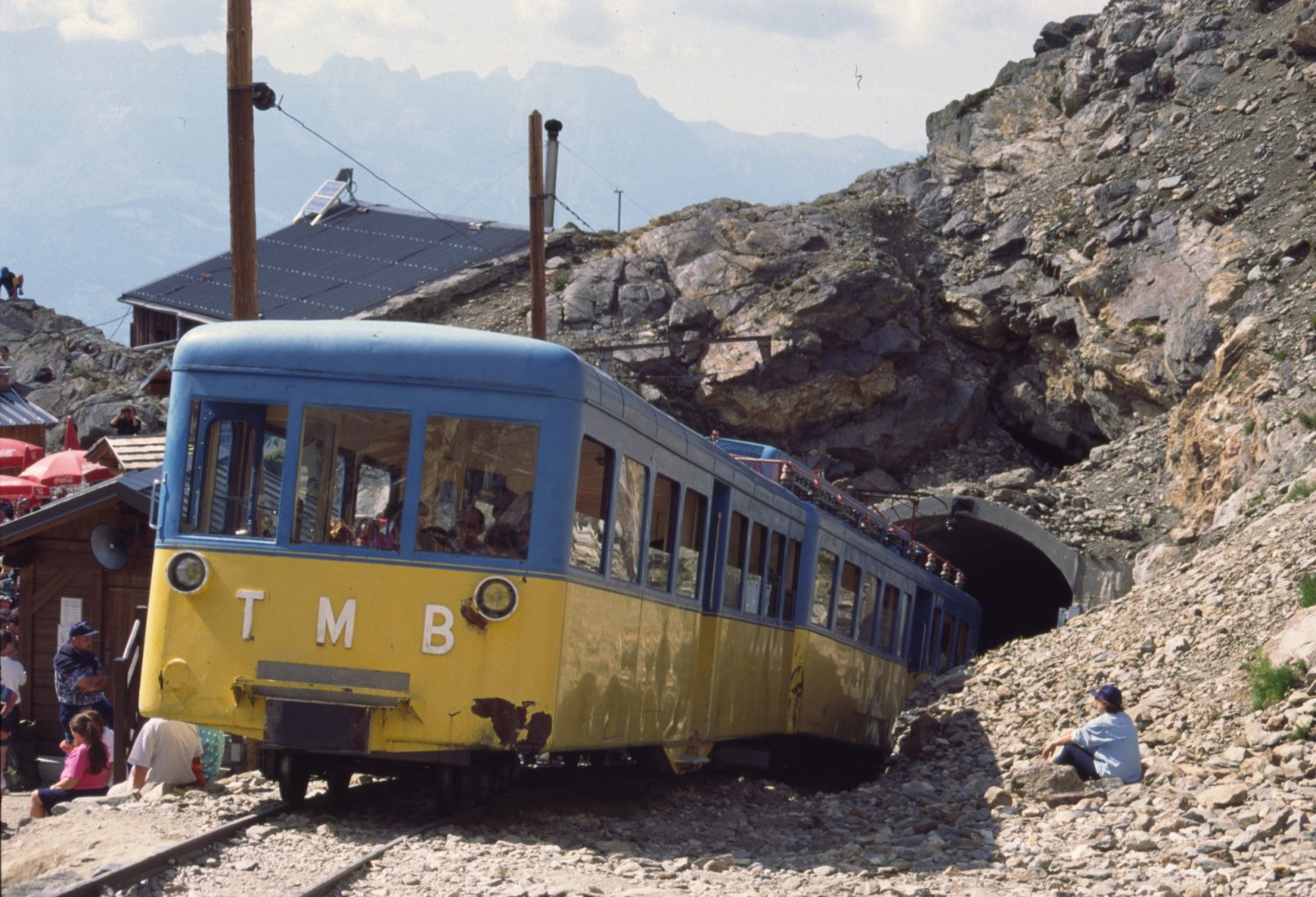
Endbahnhof Nid d’Aigle mit Zug „Anne“ in alter Farbgebung

Erste Ideen, den Mont Blanc mittels einer Bahn zu erschließen, gehen auf das Jahr 1835 zurück, realistische Pläne entstanden aber erst in den 1890er-Jahren. Le Fayet, ein unterhalb von Saint-Gervais-les-Bains im Tal der Arve gelegener Weiler, war 1898 von der Bahnstrecke La Roche-sur-Foron–Saint-Gervais-Le Fayet der Compagnie des chemins de fer de Paris à Lyon et à la Méditerranée (PLM) erreicht worden. Die Société du tramway de Saint-Gervais schlug daraufhin den Bau einer 2,4 Kilometer langen Zahnradbahn zum höher gelegenen Zentrum von Saint-Gervais-les-Bains vor. Aus den Jahren 1902–1903 stammt der Plan, eine solche Bahn über den Col de Voza und die Aiguille du Goûter (3800 m) auf den Mont Blanc zu verlängern. Von Le Fayet bis Saint-Gervais-les-Bains sollte sie im öffentlichen Straßenraum verkehren, daher die Bezeichnung „Tramway“ (Straßenbahn). Am 3. August 1904 wurde die Konzession zum Bau erteilt, ein Jahr später die Betreibergesellschaft Compagnie du tramway du Mont-Blanc (TMB) gegründet.
Die erste Teilstrecke bis zum Col de Voza auf 1653 Meter Höhe wurde am 28. Juli 1908 eröffnet, die Fortsetzung bis zum Mont Lachat im Juni 1911 und weiter zum Nid d’Aigle am 1. August 1913. Der heutige Endbahnhof, 500 Meter vom Gletscher Glacier de Bionnassay entfernt, stellte ursprünglich nur ein Provisorium dar, der Erste Weltkrieg verhinderte jedoch den zügigen Weiterbau der Strecke. Von 1915 bis 1917 lag sie weitgehend still.
Der Betrieb der Bahn zum Col de Voza war anfangs defizitär. Im Jahr 1909 wurden durchschnittlich 103 Fahrgäste pro Tag befördert, was die Kosten nicht einmal zur Hälfte deckte. Als „weißer Ritter“ übernahm ein Unternehmer aus Marseille, gegen eine Beteiligung an der Gesellschaft und am Gewinn einer geplanten Zweigstrecke, 1910 die Kosten für die anstehende Verlängerung zur Aiguille du Goûter.
Der Erwerb von drei zusätzlichen Lokomotiven und die Verlängerung zum Mont Lachat verbesserten vorübergehend die Ergebnisse, doch die Situation der Betreibergesellschaft blieb angespannt. Im Frühjahr 1912 stoppte der Weiterbau kurz vor dem Glacier de Bionnassay. Das folgende Terrain erwies sich als schwierig und hätte zahlreiche, kostspielige Tunnelbauten erfordert, die zudem einen weiteren Dampfbetrieb ausschlossen. Eine rasche Elektrifizierung scheiterte am mangelnden Kapital, weshalb man beschloss, die Bahn zunächst bis zum Gletscher zu eröffnen. Da eine horizontale Fläche nicht zu erreichen war, wurde die Station am Nid d’Aigle im Gefälle mit einem provisorischen Bahnsteig eröffnet. Die bereits erbrachten Vorleistungen für den Weiterbau wurden danach nicht mehr in Anspruch genommen.
Die Sommersaison 1914 begann vielversprechend, für den 14. August wurde der Besuch des französischen Präsidenten Raymond Poincaré erwartet. Mit der Mobilisierung am 2. August 1914 endete jedoch die Touristensaison, und der Präsidentenbesuch wurde abgesagt.
Nach dem Ersten Weltkrieg verbesserte sich die Situation. Ein Abkommen mit der PLM, die künftig den Betrieb weitgehend finanzierte, Übergangsfahrscheine PLM-TMB, eine Tariferhöhung und ab 1921 Winterbetrieb bis Saint-Gervais-Ville sorgten für mehr Fahrgäste und positive Bilanzen. Die Olympischen Winterspiele in Chamonix brachten 1924 einen regulären Winterbetrieb zur neu erbauten Hotelanlage am Col de Voza. Die zunehmende Verbreitung des Wintersports führte weitere Touristen auf die Strecke: 1934 brachten sie 35 % der Jahreseinnahmen.
Ende der 1920er-Jahre verkehrten in der Sommersaison ab Le Fayet zehn Zugpaare, darunter sechs nur bis Saint-Gervais-Ville, ein weiteres nur bis zum Col de Voza. 1931 wurden die in Saint-Gervais-Ville endenden Züge eingestellt und durch Busse ersetzt: es war lukrativer, die wenigen vorhandenen Bahnfahrzeuge ausschließlich für die Touristenfahrten auf den Berg zu nutzen. Die Fahrt zum Col de Voza dauerte damals 90 Minuten, bis zum Nid d’Aigle 2:20 Stunden.
2022 wurde bei vollem Planbetrieb die Oberleitung neu gebaut. Dabei wurden Masten aus Holz, teilweise Doppelholzmasten, und aus folienbeschichtetem Stahl in Holzoptik verwendet.

## Technik

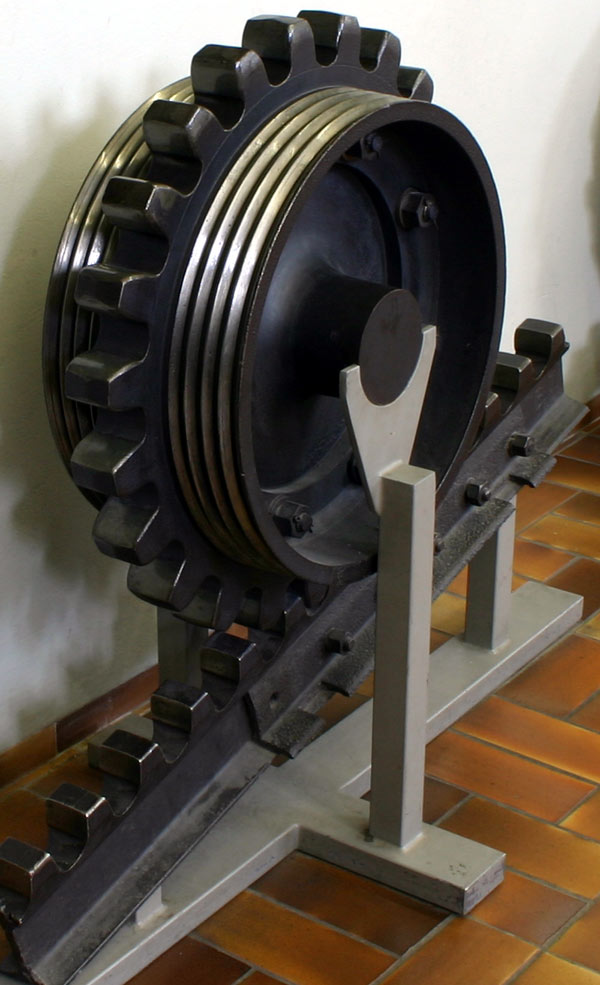
Zahnstange und Zahnrad System Strub

Gefahren wird auf Vignolschienen, die Spurweite beträgt 1000 Millimeter (Meterspur). Die Zahnstangen des Systems Strub sind auf 85 % der Strecke verlegt, im restlichen Teil herrscht Adhäsionsbetrieb. Die maximale Neigung im Zahnstangenbereich beträgt 250 ‰ (1:4), der kleinste Kurvenradius 80 Meter. Im Adhäsionsbereich ist die maximale Neigung 50 ‰ (1:20), der kleinste Kurvenradius beläuft sich auf der Strecke auf 60 Meter, im Bahnhof Saint-Gervais-Le Fayet beträgt er 54 Meter. Die durchschnittliche Neigung ist 150 ‰ (1:6,667).
Die Strecke ist eingleisig und mit 11-Kilovolt-50-Hertz-Wechselspannung elektrifiziert. In gefährdeten Bereichen werden über den Winter die Fahrleitung und die Masten abgebaut. Eine Signalisation existiert nicht: der Betrieb wurde früher über Telefon geregelt, heute geschieht das per Funk.

## Fahrzeuge

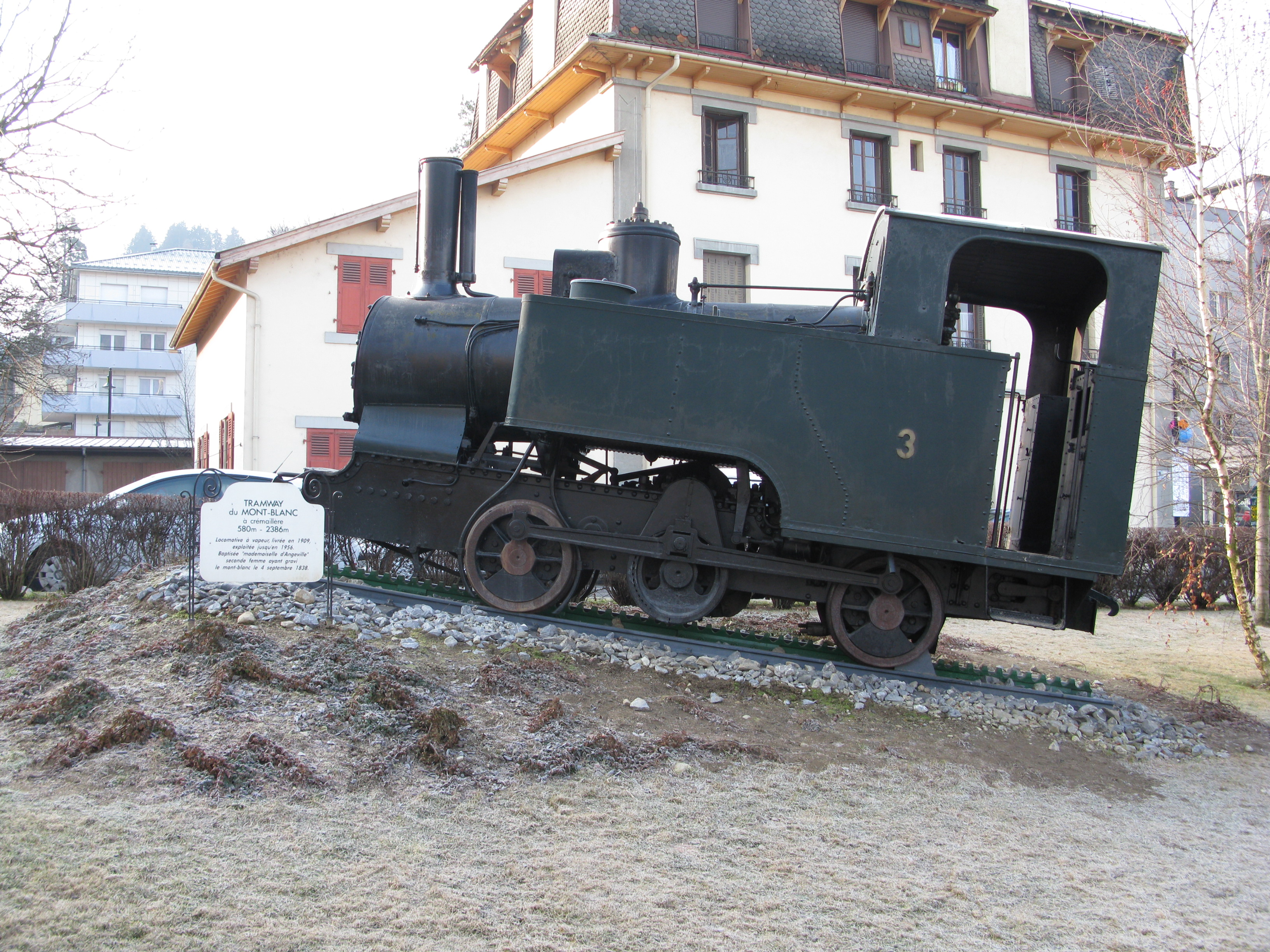
Lokomotive Nr. 3 „Mademoiselle d’Angeville“ im Parc thermal in Le Fayet

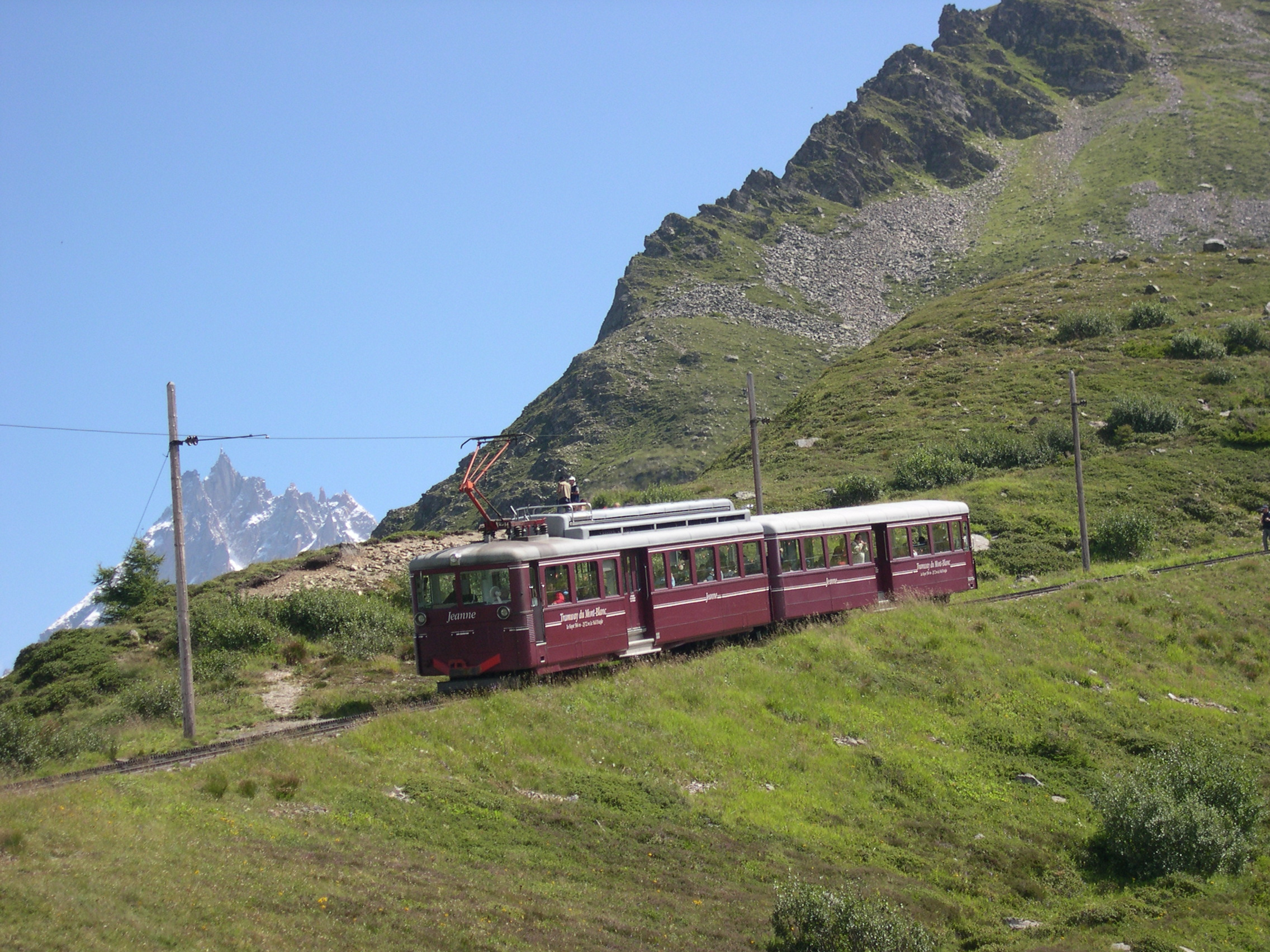
Triebwagen „Jeanne“ mit Steuerwagen auf Talfahrt

Die wegen der – insbesondere jenseits des Nid d’Aigle – projektierten Tunnel von Anfang an geplante Elektrifizierung der Strecke wurde erst 1957 verwirklicht. Von der Eröffnung bis dahin besorgten Dampflokomotiven den Verkehr. Die Schweizerische Lokomotiv- und Maschinenfabrik (SLM) hatte für die Bauarbeiten zwei Lokomotiven geliefert. Nach dem Erhalt von sechs Personenwagen wurden sie ab 1908 auch im Streckendienst bis zum Col de Voza eingesetzt. 1910 und 1911 kamen drei weitere Lokomotiven hinzu. 1927 übernahm die TMB mit der Nummer 6 von der Schweizer Martigny-Châtelard-Bahn eine von SLM 1903 gelieferte Lok, die als Baumuster für die Lokomotiven 1–5 gedient hatte.
Die annähernd baugleichen zweiachsigen Lokomotiven entwickelten eine Leistung von 180 PS. Im Adhäsionsbetrieb fuhren sie mit einer Höchstgeschwindigkeit von 15 km/h, auf Abschnitten mit Zahnstange mit 7 km/h. Die Maschinen 1–5 trugen, wie auch die aktuellen Triebwagen, Namen: Jacques Balmat, Horace-Bénédict de Saussure, Mademoiselle d'Angeville, Pierre Janssen und Jeanne d’Arc.
Die bergwärts geschobenen Personenwagen waren ebenfalls von eins bis sechs nummeriert. Es handelte sich um Vorstellwagen mit einer bergseitigen Kabine, in der ein Zugbegleiter die Lokomotivpfeife und eine Glocke betätigen konnte. Die einklassigen Drehgestellwagen waren aus Holz und boten 55 Fahrgästen Platz.
Mit der Elektrifizierung der Strecke 1957 ersetzten drei Elektrotriebwagen die Dampflokomotiven. Drei Lokomotiven wurden verschrottet, während die restlichen drei Maschinen noch erhalten sind: Nr. 2 ist im Musée paysan in Viuz-en-Sallaz ausgestellt, Nr. 3 steht im Parc thermal in Le Fayet. Lok Nr. 4 wurde bei einem Brand stark beschädigt, soll aber wiederhergestellt werden.
Die 1957 gelieferten elektrischen Triebwagen wurden, unter Beteiligung der Schweizer Unternehmen SLM und der Maschinenfabrik Oerlikon (MFO), von Decauville in Frankreich gebaut. Sie sind 15,40 Meter lang, leisten 472 Kilowatt und fahren im Adhäsionsbetrieb mit 22 km/h. Im Zahnstangenbetrieb sind bei der Talfahrt 12,8 km/h, bei der Bergfahrt je nach Neigung 20 oder 15 km/h zugelassen. In der Regel verkehren sie mit einem Vorstellwagen, der auf der bergwärtigen Seite steht und eine Kabine für einen Zugbegleiter aufweist. Der Triebwagenführer führt den Zug in beide Richtungen vom talseitigen Führerstand aus.
Es existieren drei Triebwagen, die nach den Töchtern des seinerzeitigen Direktors die Namen Marie, Jeanne und Anne tragen. Seit Mitte der 1990er-Jahre sind sie und die zugehörigen Steuerwagen in den Farben blau, rot und grün lackiert.
2001 wurde eine 1957 für die Chemin de fer du Montenvers gebaute Diesellokomotive (Nr. 31) zusammen mit einem Personen-Vorstellwagen erworben. Sie kommt nur vor Arbeitszügen und bei der Schneebeseitigung zum Einsatz.
Für die Schneeräumung sind eine Schneeschleuder und ein Schneepflug vorhanden. Für Transporte stehen ein zwei- und ein vierachsiger Flachwagen zur Verfügung.
Seit 2022 liefert Stadler vier zweiteilige Triebfahrzeuge. Sie besitzen einen Niederflurbereich und werden sich wie die bisherigen Triebwagen mit Name und Farbe unterscheiden. Zu den bisherigen drei Namen kommt als vierter Marguerite hinzu.

## Betrieb

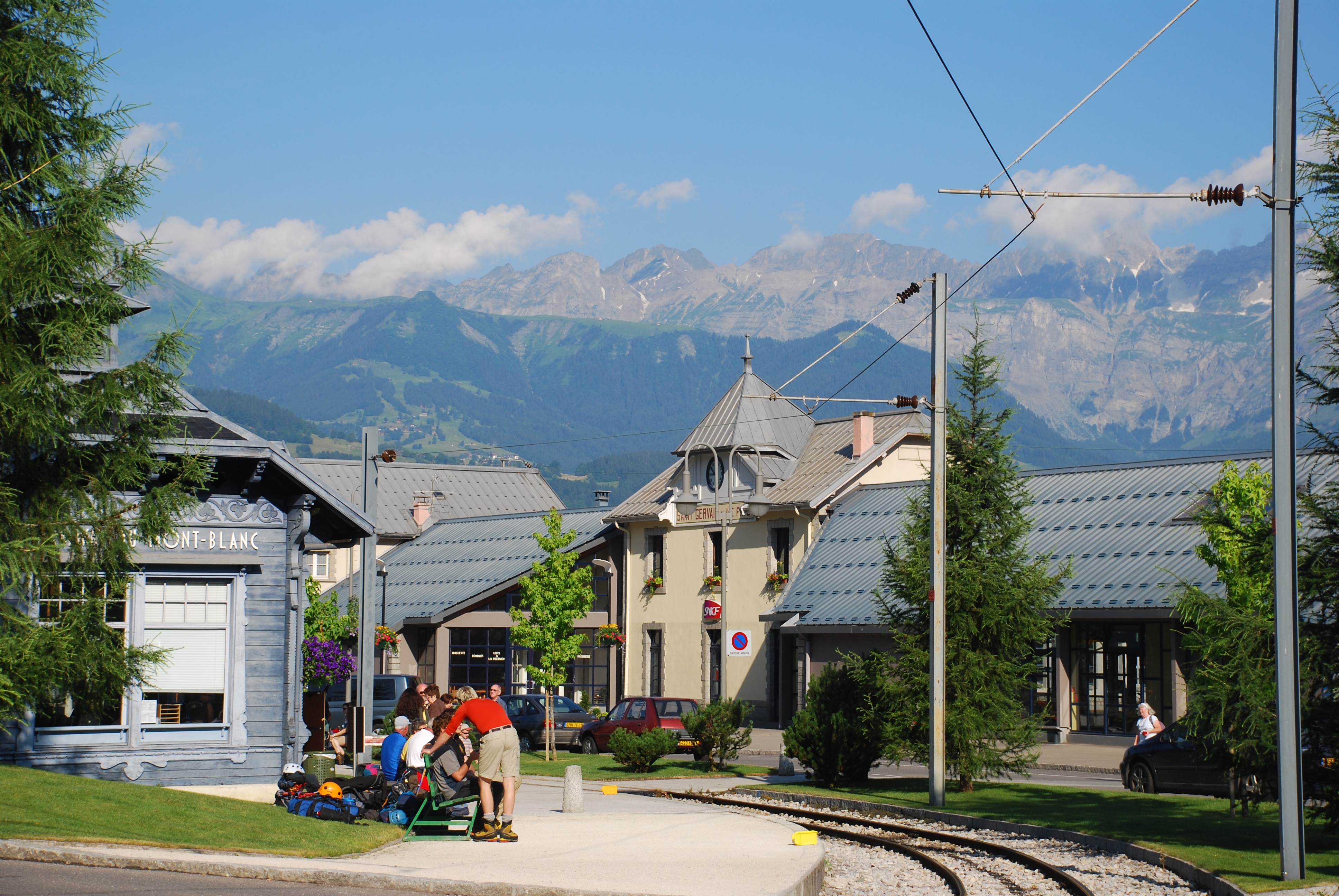
Le Fayet: links das Gebäude des TMB, rechts das der SNCF

Die Bahn wird von der Compagnie du Mont-Blanc (CMB) betrieben, einem Unternehmen in der Region Chamonix, das mehrere Bergbahnen und Seilbahnanlagen betreibt, darunter auch die Zahnradbahn auf den Montenvers und die Luftseilbahn zur Aiguille du Midi.
Der Abschnitt von der Zwischenstation Bellevue auf 1794 Meter Höhe bis zur Nid d’Aigle wird regulär nur im Sommer befahren, im Winter kann der Restabschnitt aufgrund der Schneemassen und der Lawinengefahr nicht betrieben werden.

## Bedeutung
Die heutige Bergstation ist Ausgangspunkt für die leichteste Route auf den Mont Blanc über das Refuge du Goûter.

## Bildergalerie

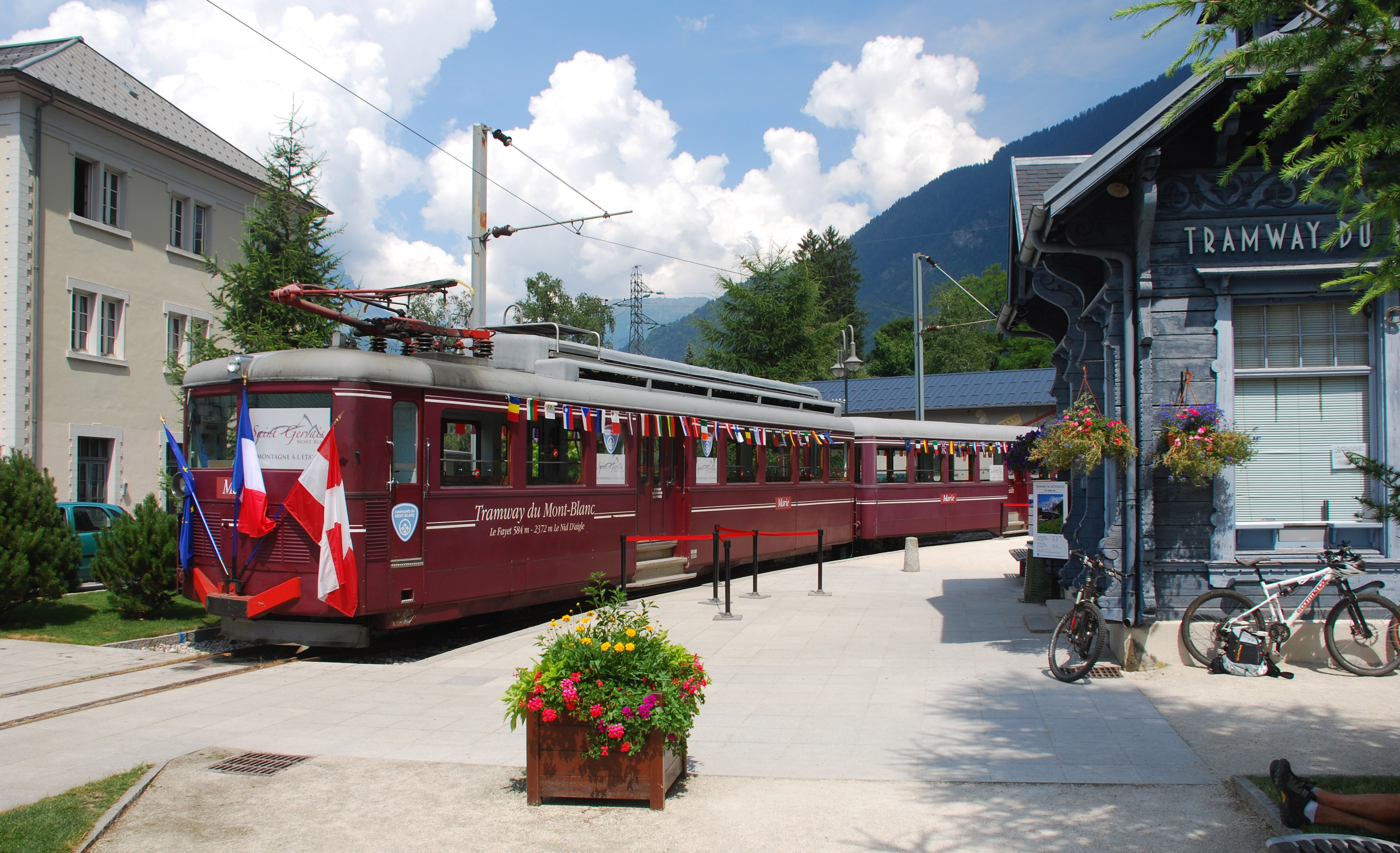
Zug „Jeanne“ (umbeschriftet als „Marie“) in Le Fayet
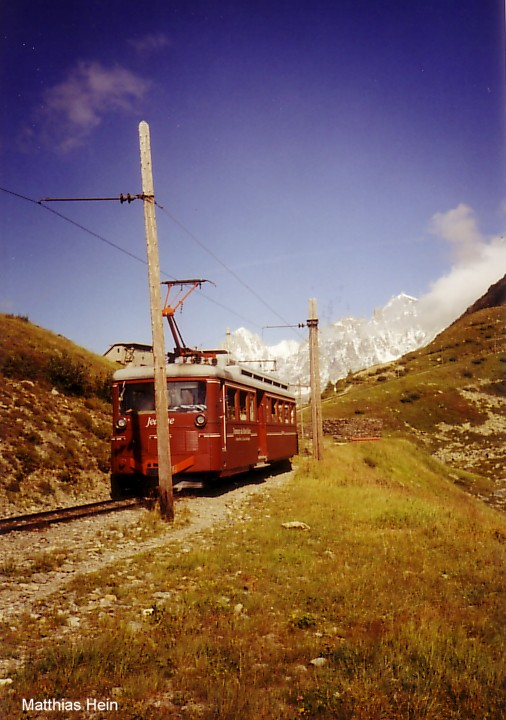
Triebwagen „Jeanne“, im September 2004.
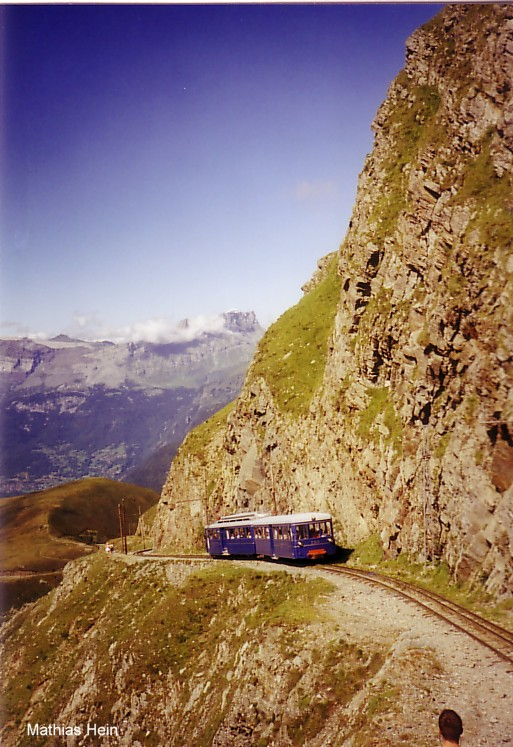
Zug „Marie“, im September 2004.
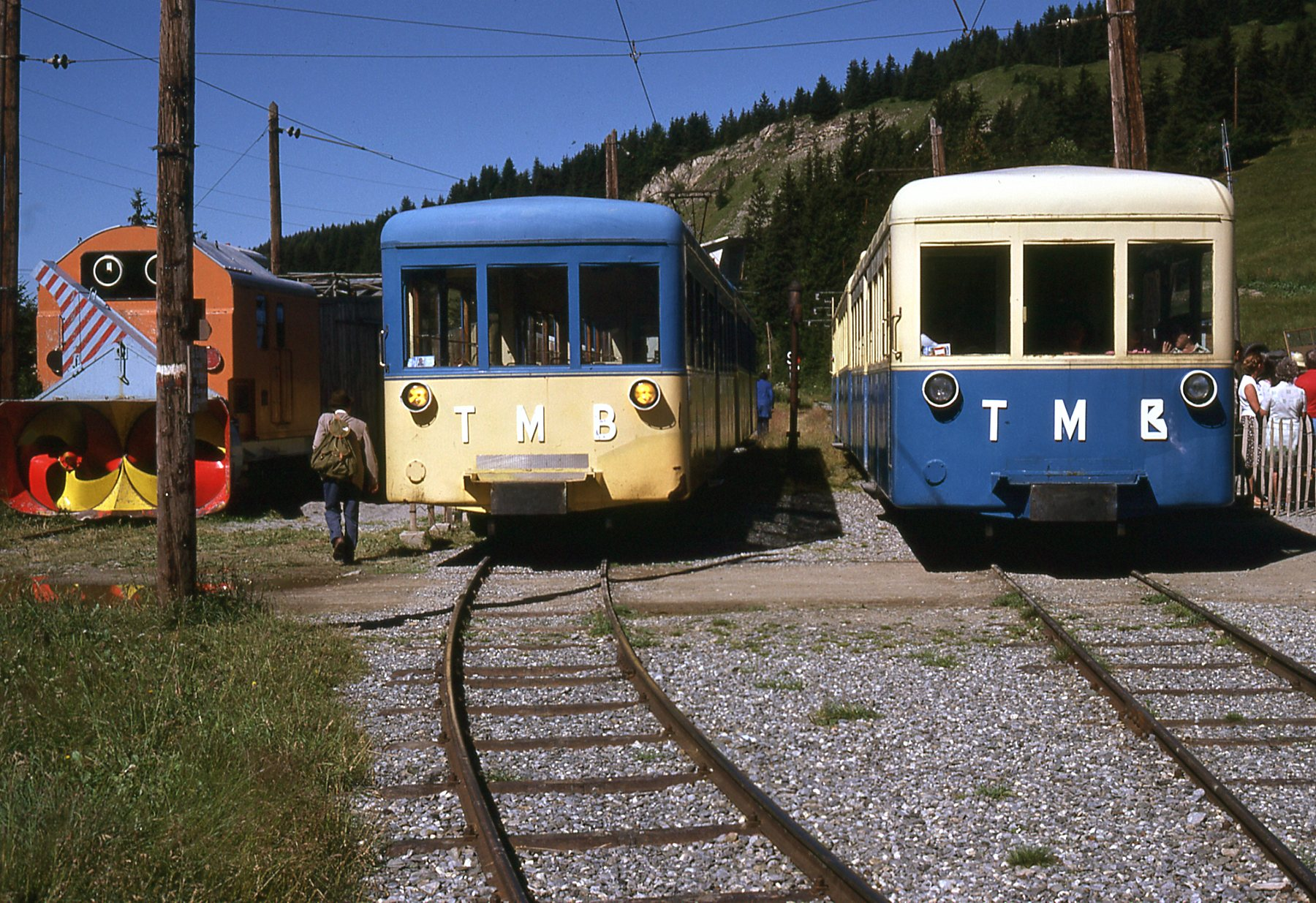
Zwei Steuerwagen (links „Anne“, rechts „Jeanne“) in alter Lackierung im Bahnhof Col de Voza
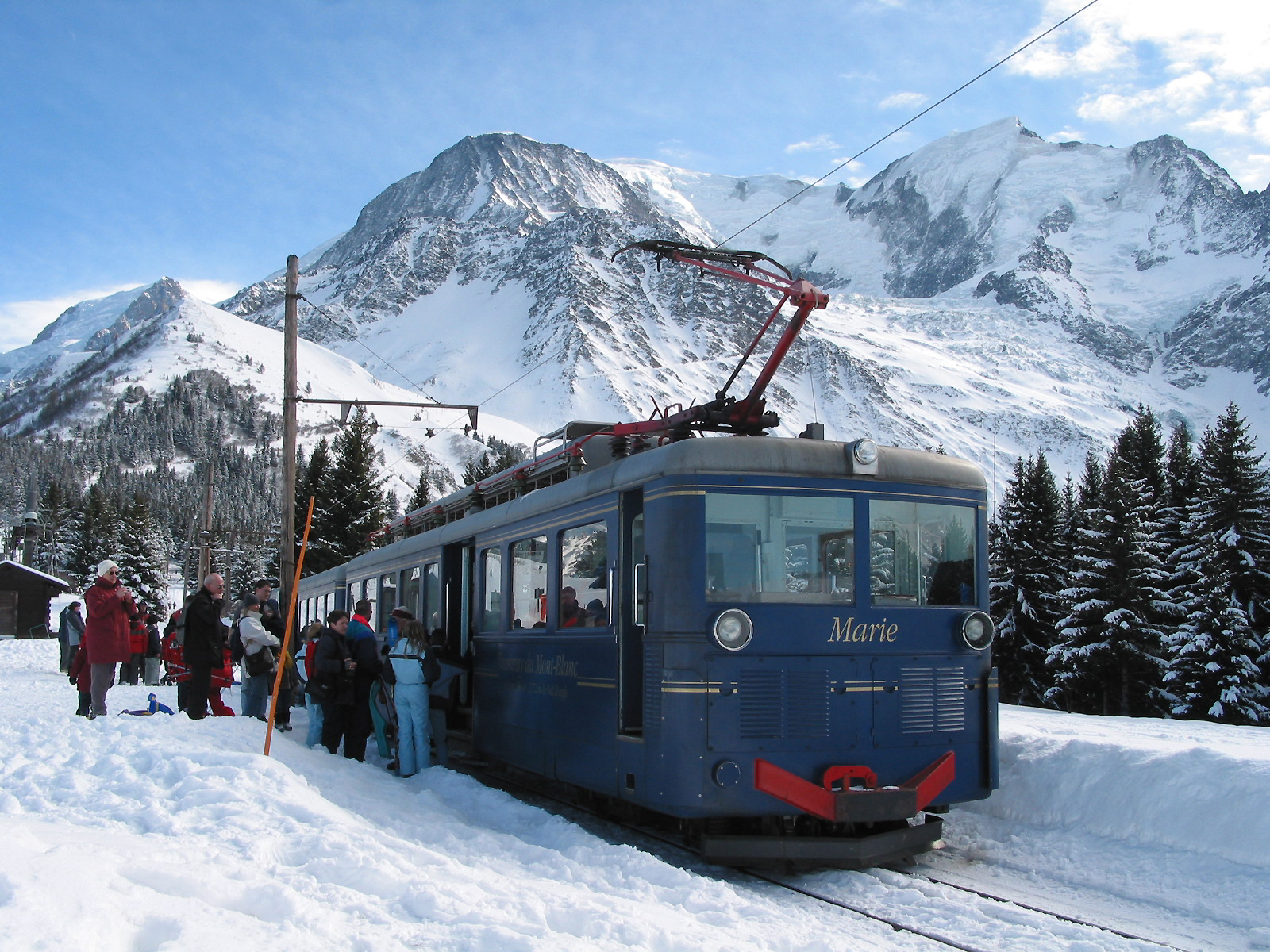
Zug „Marie“ in der Winter-Endstation Bellevue
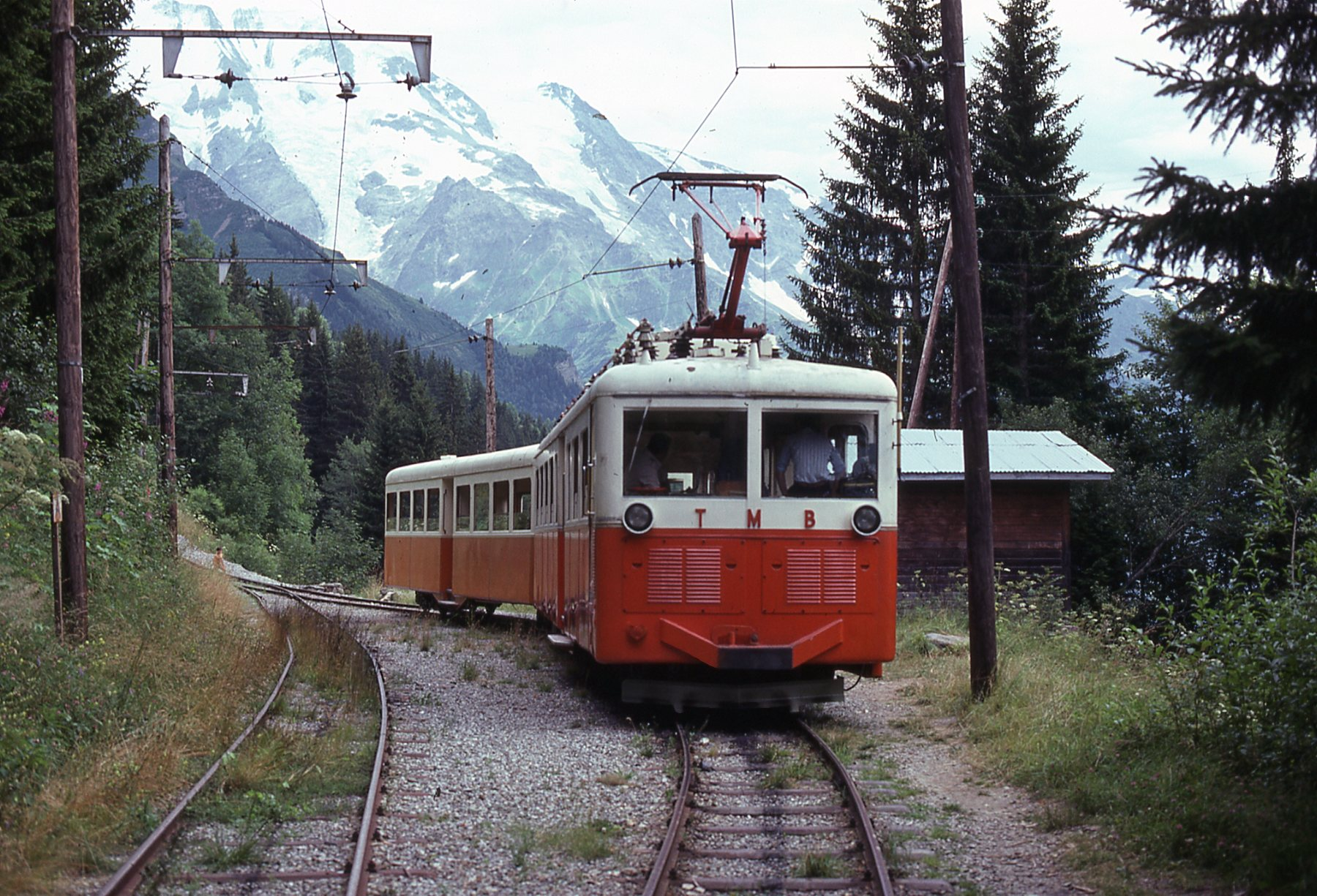
Zug „Marie“ in alter Lackierung